# Reus
För andra betydelser, se Reus (olika betydelser).
Reus (katalanskt uttal: [ˈrɛws]) är en stad och kommun i provinsen Tarragona i den autonoma regionen Katalonien i nordöstra Spanien. Staden ligger cirka 13 kilometer nordväst om Tarragona. Kommunen har 109 930 invånare (2024), på en yta av 52,91 km². Reus är huvudort i comarcan Baix Camp.
Området är en stor vinproducent och fick särskild betydelse under vinlusens härjningar ("Phylloxera-pesten") i slutet av 1800-talet, när många europeiska vinodlingar slogs ut.

## Demografi
Reus var länge den näst största staden i Katalonien, efter Barcelona. Invånarantalet var 14 440 år 1787 och 27 257 år 1860. I början av 1900-talet stagnerade befolkningstillväxten och Tarragona och Lleida passerade. Från 1960-talet har folkmängden återigen ökat påtagligt, från 41 014 1960 till 106 790 2013.

## Reus flagga
Reus fick sin första flagga 1774. Den togs ur bruk 1943, eftersom den förknippades med spanska inbördeskrigets förlorare. Den gamla flaggan var mörkröd med stadsvapnet i mitten. Stadsvapnet behölls, men med vit färg i stället för i silver och en heraldisk ros lades i mitten av flaggan. Efter 1943 har bara marginella förändringar av flaggan gjorts.

## Vänorter
Reus har följande vänorter:
- Bahía Blanca, Argentina (1994)
- Hadžići, Bosnien och Hercegovina (1995)
- Astorga, Spanien (1998)
- Amgala, Västsahara (2000)
- Boyeros, Kuba (2000)
- Gandia, Spanien (2008)